# Baroness
Baroness — американський метал-гурт з Саванни, Джорждія, оригінальний склад якого походить з Лексінгтону, Вірджинія.

## Історія

### Перші роки
Baroness був сформований у середині 2003 року, колишніми учасниками панк/метал гурту Johnny Welfare and the Paychecks. Співак Джон Даєр Бейзлі працював над створенням обкладинок для всіх альбомів Baroness та альбомів інших гуртів.
З 2004 по 2007, Baroness записали та випустили три міні-альбоми, First, Second та A Grey Sigh in a Flower Husk. Третій альбом є спліт-альбомом разом з Unpersons.

### Red Album
У березні 2007 року Baroness почали запис свого першого повноформатного альбому. Філіп Коуп з Kylesa продюсував виконував роль продюсера. Випуск Red Album відбувся 4 вересня 2007 року та отримав схвальні відгуки критиків. Журнал Revolver назвав його альбомом року. 1 грудня 2007 року Baroness дає концерт у місті Нью-Йорк у Bowery Ballroom. Двадцятого вересня 2008 року гурт оголосив через MySpace, що Браян Блікл виходить з його складу, одночасно представляючи нового гітариста Петра Адамса, що перейшов з гурту Valyrie.
З 2007 по 2009 роки гурт гастролював та давав спільні концерти з такими гуртами як Converge, The Red Chord, High on Fire, Opeth, Coheed and Cambria, Coliseum, Mastodon, Minsk та Clutch.

### Blue Record
18 травня 2009 року почала запис свого другого повноформатного альбому Blue Record у Плейно, Техас у The Track Studio. Продюсером виступив Джон Конглтон. Випуск альбому стався 13 жовтня 2009 року під лейблом Relapse Records. 
У лютому та березні 2010 року Baroness виступає на Australian Soundwave Festival разом з такими гуртами як Clutch, Isis, Meshuggah, Janes Addiction and Faith No More,  та у березні 2010 року їде у тур Японією разом з Isis.
Baroness була у турі з багатьма іншими видними гуртами, такими як Mastodon у квітні-травні та Deftones у серпні - вересні 2010 року. Також Baroness грали на розігріві у Metallica у їхньому турі Австралією та Новою Зеландією наприкінці 2010 року та на фестивалях Coachella та Bonnaroo.
Пізніше у 2013 році LA Weekly назве Blue Record двадцятим найвидатнішим метал-альбомом в історії.

### Yellow & Green
23 травня 2011 року гурт запустив власний вебсайт, на якому містилася інформація про те, що гурт працює над новим альбомом. Продюсером знову виступив Джон Конглтон. 14 травня 2012 на YouTube був опублікований сингл "Take My Bones Away" та тизер до нового альбому. 17 липня 2012 Yellow & Green був випущений під лейблом Relapse.

### Автомобільна аварія в Англії
15 серпня 2012 року автобус, у якому перебували члени гурту, потрапив в аварію біля міста Bath, Англія. В результаті фронтмен гурту Джон Бейзлі зазнав перелому лівих руки та ноги, У Алена Блікла та Метта Маджионі були розтрощені хребці. Петеру Адамсові також була надана медична допомога та наступного дня його виписали з лікарні.

### Відновлення та зміна складу
Після місяців відновлення Baroness планує новий тур. Джон Бейзлі дає акустичний концерт та влаштовує виставку робіт з 14 по 16 березня 2013 року у SXSW в Остіні, Техас. Додатково Baroness планує  виступити на таких фестивалях як Chaos у Техасі, Free Press Summer Festival, та Heavy MTL у Монтреалі, Квебек.
25 березня 2013 року на офіційному сайті гурту з’явилося оголошення про те, що обидва Ален Блікл та Метт Маджионі лишають гурт.
Першого квітня 2013 року був анонсований тур Baroness Сполученими Штатами Америки, у якому дебютували новий басист Нік Джост та барабанщик Себастіан Томсон.
27 вересня 2013 року у Тілбургу, Нідерланди почався європейський тур. Серед міст, що відвідали Baroness були Трондгейм, де проводиться найбільший культурний фестиваль у Норвегії.

### Purple
28 серпня 2015 року наприкінці двотижневого туру Європою Baroness випускає нову пісню "Chlorine & Wine" та оголошує, що їхній новий альбом Purlpe буде випущено 18 грудня 2015 року під власним щойно сформованим лейблом Abraxan Hymns.
Purple був записаний разом з Дейвом Фрідманом у Tarbox Road Studios у Касагаді, Нью-Йорк.
25 вересня 2015 року Baroness випускає відео до пісні "Chlorine & Wine" та оголошує тур Північною Америкою наприкінці 2015 року.
15 листопада 2015 року гурт випускає перший сингл "Shock Me" з нового альбому, що дебютував на  BBC Radio 1Ry програмі Rock Show з Даніелєм Картером.

## Склад
| Current members - Джон Бейзлі – ритм гітара, основний вокал. (з 2003 року) - Петер Адамс – головна гітара, вокал (з 2008 року) - Нік Жост – Бас гітара (з 2013 року) - Себастіан Томсон – барабани, ударні (з 2013) | Former members - Ален Блікл – барабани (з 2003 по 2013 рік) - Самер Вельч – бас гітара, вокал (з 2003 по 2012 рік) - Тім Луз – гітара (з 2003 по 2005 рік) - Браян Блікл – гітара (з 2006 по 2008 рік) - Метт Маджионі – бас гітара (з 2012 по 2013 рік) |

## Дискографія

### Студійні альбоми
| Рік                                           | Альбом                                                                                       | Позиція у чартах | Позиція у чартах | Позиція у чартах | Позиція у чартах | Позиція у чартах | Позиція у чартах | Позиція у чартах |
| Рік                                           | Альбом                                                                                       | US Indie         | US Heat          | US Rock          | US Taste         | US               | NLD              | UK               |
| --------------------------------------------- | -------------------------------------------------------------------------------------------- | ---------------- | ---------------- | ---------------- | ---------------- | ---------------- | ---------------- | ---------------- |
| 2007                                          | Red Album - Випуск: 4 вересня 2007 року - Лейбл: Relapse Records (RR 6721-2) - Формат: CD/LP | –                | –                | –                | –                | –                | –                | –                |
| 2009                                          | Blue Record - Випуск: 13 жовтня 2009 року - Лейбл: Relapse Records (RR 7053) - Формат: CD/LP | 14               | 1                | 15               | 12               | 117              | –                | –                |
| 2012                                          | Yellow & Green - Випуск: 17 липня 2012 року - Лейбл: Relapse Records - Формат: CD/LP         | 8                | –                | 8                | 3                | 30               | 52               | 85               |
| 2015                                          | Purple - Випуск: 18 грудня 2015 року - Лейбл: Abraxan Hymns - Формат: CD/LP                  | 1                | –                | 5                | 3                | 70               | 75               | 106              |
| "—" позначає випуски, що не потрапили у чарт. |                                                                                              |                  |                  |                  |                  |                  |                  |                  |

### Спліт-альбоми
| Рік  | Альбом | Тип          | Примітки                                                   |
| ---- | --- | ------------ | ---------------------------------------------------------- |
| 2007 | A Grey Sigh in a Flower Husk - Випуск: 2 липня 2007 року - Лейбл: At a Loss Recordings (AAL019) - Формат: CD/LP | Спліт-альбом | Спліт-альбом разом з Unpersons. Інколи ще називають Third. |

### Міні-альбоми
| Рік  | Назва  | Лейбл                |
| ---- | ------ | -------------------- |
| 2004 | First  | Hyperrealist Records |
| 2005 | Second | Hyperrealist Records |

### Живі виступи
| Рік  | Назва              | Лейбл           |
| ---- | ------------------ | --------------- |
| 2009 | Live at Roadburn   | Relapse Records |
| 2013 | Live at Maida Vale | Relapse Records |

### Сингли
| Рік  | Назва                     | Лейбл           |
| ---- | ------------------------- | --------------- |
| 2010 | "A Horse Called Golgotha" | Relapse Records |
| 2012 | "Take My Bones Away"      | Relapse Records |
| 2012 | "March to the Sea"        | Relapse Records |

### Збірки
| Рік  | Назва          | Лейбл                |
| ---- | -------------- | -------------------- |
| 2008 | First & Second | Hyperrealist Records |

### Відео
| Альбом                | Назва                     | Директор      |
| --------------------- | ------------------------- | ------------- |
| Red Album (2007)      | "Wanderlust"              | Joshua Green  |
| Blue Record (2009)    | "A Horse Called Golgotha" | Joshua Green  |
| Yellow & Green (2012) | "Take My Bones Away"      | Jimmy Hubbard |
| Purple (2015)         | "Chlorine & Wine"         | Jimmy Hubbard |

## Зовнішні посилання
- Офіційний вебсайт [Архівовано 4 липня 2014 у Wayback Machine.]
- Baroness у Relapse.com
- Інтерв'ю з Джоном Бейзлі
- Фотографії з виступу у Лондоні, Underworld 021106
- Vinyl Pressing Info and Pictures
- Interview with The Silver Tongue